# 藻佳
49°47′46″N 36°27′26″E / 49.79611°N 36.45722°E
藻佳（烏克蘭語：Зауддя）是位於烏克蘭東部的村莊，由哈爾科夫州丘胡伊夫區的新波克羅夫卡市鎮負責管轄。該鎮始建於1947年，面積0.64平方公里，海拔高度118米，2001年人口115，人口密度每平方公里179.7人。